# 9x21mmギュルザ弾
9x21mm ギュルザ弾は、SR-1及びSR-2 «ヴェレスク»用の対ボディアーマー用拳銃弾として、ロシアの防衛関連企業TsNII TochMashで開発された弾薬である。 9x21mm IMI弾とは別物である。

## 開発経緯
短機関銃、自動拳銃の両方で使用することを意図した比較的強力なピストル用弾薬として、90年代初頭に開発が開始された。
開発段階で入手可能な弾薬と比較し、ボディアーマーを着用したターゲットに対し、より効果的な拳銃用弾薬を法施行関係者や軍事関係者向けに提供することが最終目標とされた。
この弾薬の開発には1993年よりロシア連邦保安庁から資金的な援助がなされ、開発された弾薬には「SP-10」(SP:特殊弾の意)という名称が付けられた。
SP-10は、FSBと他の法執行機関で使用されているSR-1 «ギュルザ»とSR-2 «ヴェレスク»に使用される弾薬として1996年に採用された。
オリジナルのSP-10弾の生産開始後、他の種類の弾薬も開発されることになり、非装甲目標や訓練用に適した鉛製弾芯を持つ通常のFMJ弾である「SP-11」、拡張弾頭（人体内で拡張し弾丸の運動エネルギーを消費し、人体内で留まることを意図したもの）を有する「SP-12」、徹甲曳光弾である「SP-13」が開発された。
2003年にはSP-12を除くこれらの弾薬はロシア軍に制式採用され、ロシア軍標準の命名法（GRAUインデックス）に則った名称が付けられた。

## 特徴
SP-10については、ボディーアーマーを着用した人間に対して効果的な弾薬、すなわち非装甲、装甲目標の両方の効果的な弾薬として開発されたことから、弾丸が特徴的な構造となっている。
軍での制式採用を考慮し、国際条約に適合するため、軟組織に当たった際に弾丸が粉砕されたりせず、かつ一般的な弾丸と同様の重量とエネルギーを発揮することを意図して設計された。
弾丸の構造としては、直径6mmの鋼鉄製徹甲弾芯がジャケット（被甲）で覆われ、徹甲弾芯が弾丸先端から飛び出した構造となっており、ジャケットと弾芯の間にはポリエチレンが充填されている。
これは非装甲箇所（軟組織など）に着弾すると銃創が広がるようにジャケットと弾芯は一体となった状態で貫通し、装甲（ボディーアーマー）に着弾すると弾芯周りのジャケットが容易に外れて弾芯だけが貫通することを意図したため、このような構造となっている。（HVAP/APCRと類似の構造）
上記の特徴が効果的に機能するためには、弾着時の弾速が高速であることが必要であるので、初速を最大化するために弾丸が9x19mmFMJ弾に比べる軽量に作られている。
ただ、弾丸が軽量であるということは、弾速が比較的速やかに失われることから、有効射程は限定的である。
弾道学的には9x19mmパラベラム弾の強装弾に近い特徴を持っているが、弾丸が鉛に比べて低比重な素材でありながら通常の9x19mm弾の弾丸により近い重量を達成するために、弾丸の長さを伸ばす必要があり、伸びた弾丸を格納するために9x19mm弾に比べ長い薬莢となっている。

## 性能
SP-10は6.7gの弾丸を初速410m/s、銃口エネルギー635Jで打ち出し、50mの距離で1.2mmのチタン板を貫通した上で30層のケブラーも貫通すると報告されている。
SR-1 拳銃から射出した場合、最大50メートル以上の範囲でクラス3のボディーアーマーを確実に貫通することができると言われている。

## 種類
| 名称     | GRAU | 重量 | 初期初速     | 初期エネルギー | 説明 |
| -------- | ---- | ---- | ------------ | -------------- | --- |
| RG052    | なし | 6.7g | 415〜420 m/s | 635〜640J      | 鋭い弾芯を備えた1992年の試作装甲貫通弾。 |
| RG054    | なし | 6.7g | 420 m/s      | 640J           | RG052の弾芯を変更した2番目の試作。のちにSP-10に改名される。 |
| PS SP-10 | 7N29 | 6.7g | 400〜420 m/s | 635J           | 1996年に開発された熱強化スチール製の弾芯とポリエチレン製の被膜、バイメタル製の薬莢を備えた装甲貫通弾。弾芯の先が被膜から飛び出ており、着弾時のエネルギー損失を減らすことでより高い貫通効果を持たせている。弾頭は黒くペイントされている。 |
| SP-10T   | なし | 6.8g | 不明         | 不明           | SP-10の曳光弾仕様。SR-2用に1997年に開発された。 |
| SP-10UZ  | なし | 6.6g | 不明         | 不明           | SP-10の圧力を強化した試験弾仕様。工場にて銃器の閉鎖機構の強度を試験するために使用される。 |
| SP-10U   | なし | 6.7g | なし         | なし           | SP-10の訓練弾仕様。発砲機能はなく弾頭は固定されている。 |
| P SP-11  | 7N28 | 7.5g | 380〜400 m/s | 635J           | 1997年に開発されたリードコアとバイメタル製の薬莢を備えた通常弾。実弾射撃訓練やアーマーを装着していない目標に使用される。 |
| SP-12    | なし | 5.7g | 400〜425 m/s | 600J           | 1996年に開発された低跳弾性拡張弾仕様。 |
| BT SP-13 | 7BT3 | 7.3g | 395〜400 m/s | 635J           | 2000年に開発されたスチール製弾芯とバイメタル製の薬莢を備えた装甲貫通曳光弾。SP-10と同じく被膜から飛び出た弾芯によって高い貫通力があるが、SP-10よりもわずかに精度が劣る。弾頭は緑色にペイントされている。                                 |
| PP       | 7N42 | 不明 | 不明         | 不明           | バイメタル製の薬莢と潰れた特殊な形状の弾頭を備えた高貫通弾。この弾頭の形状と弾頭から飛び出た弾芯からアーマーを効率的に破壊することができる。                                                                                             |
| SP-17    | なし | 不明 | 不明         | 不明           | 2008年に開発された低貫通弾。 |
| 不明     | 7U4  | 不明 | 不明         | 不明           | ARMY-2019で公開された装薬を減らしさらに初速を落とした低速弾。 |

## 画像

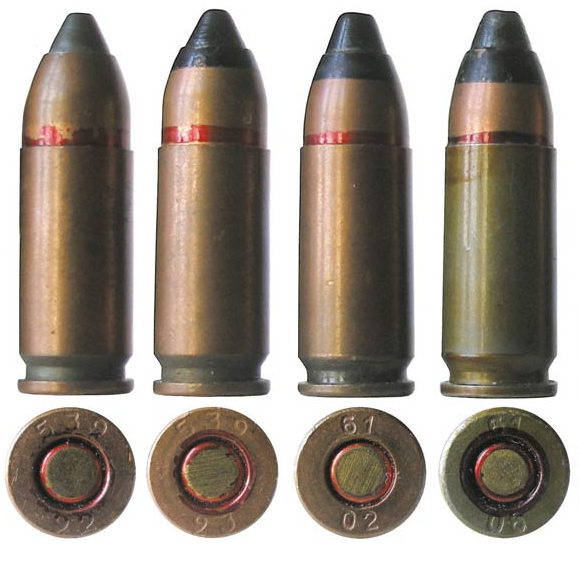
9×21mm PS／SP-10
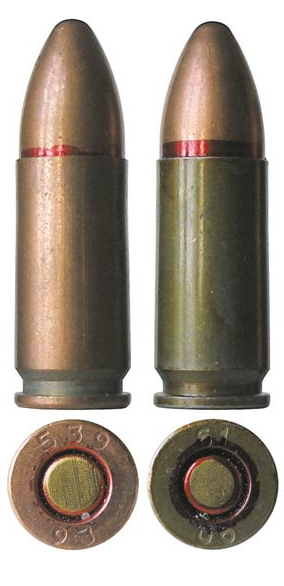
9×21mm P／SP-11
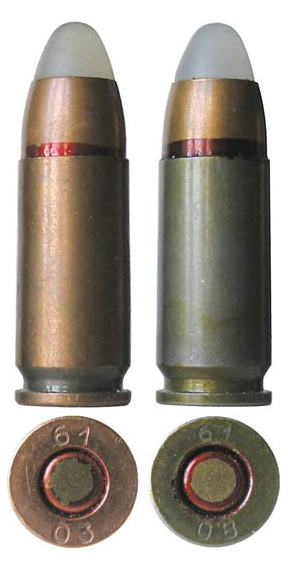
SP-12
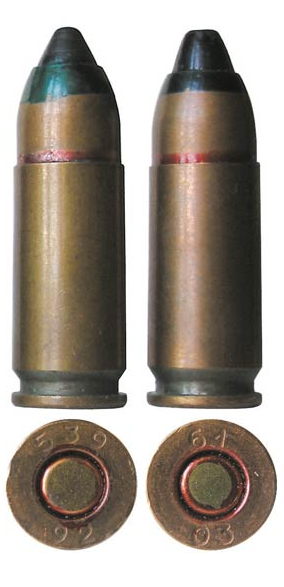
9×21mm BT／SP-13

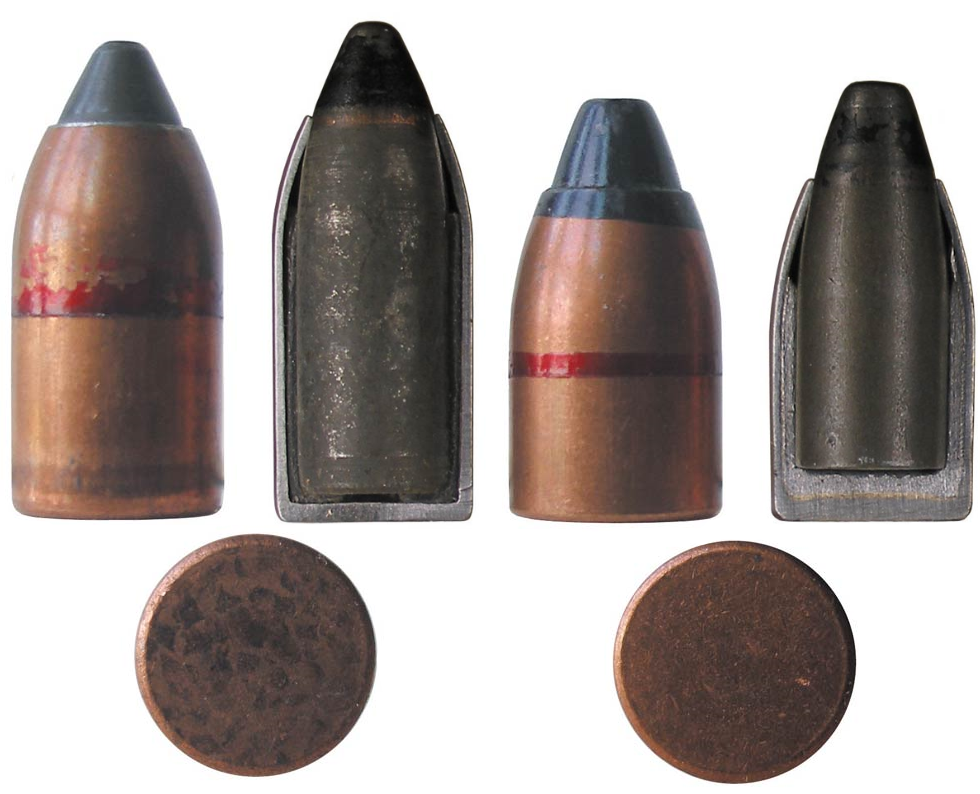
9×21mm PS／SP-10
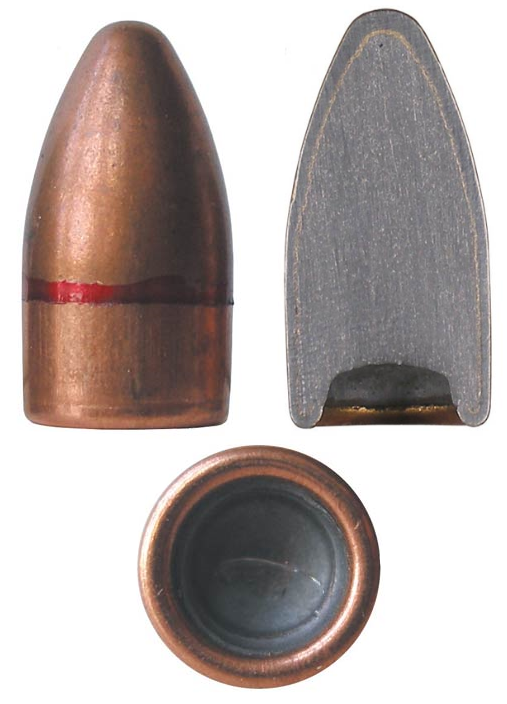
9×21mm P／SP-11
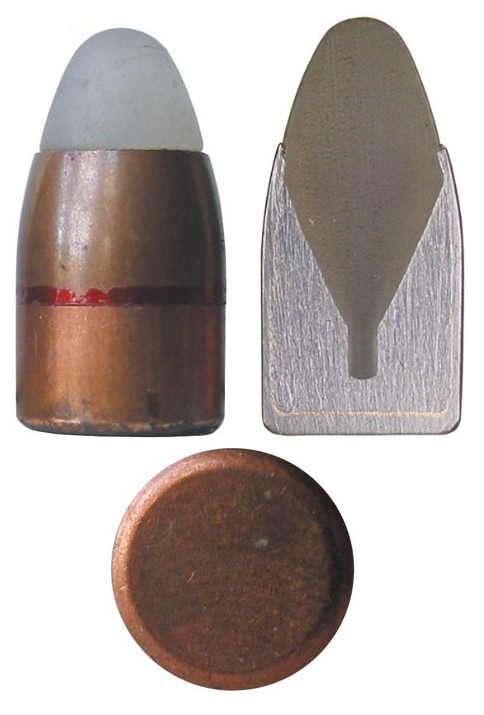
SP-12
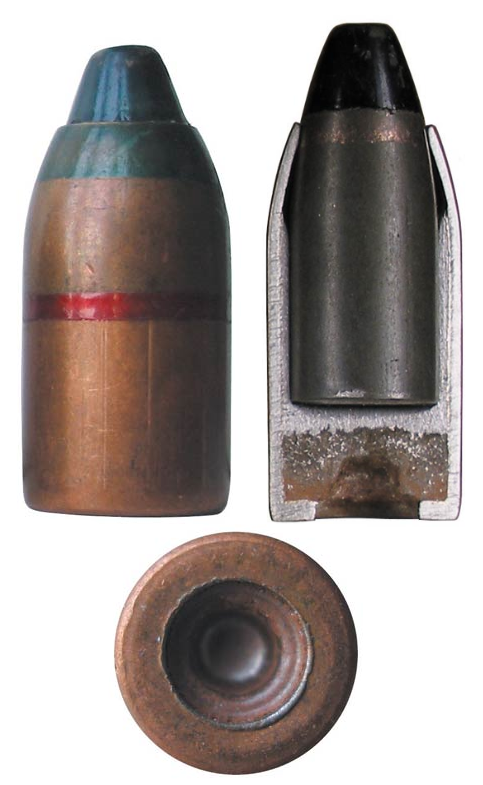
9×21mm BT／SP-13

## 使用銃
- SR-1
- SR-2 «ヴェレスク»
- ウダフ拳銃